# Cacsmy Brutus

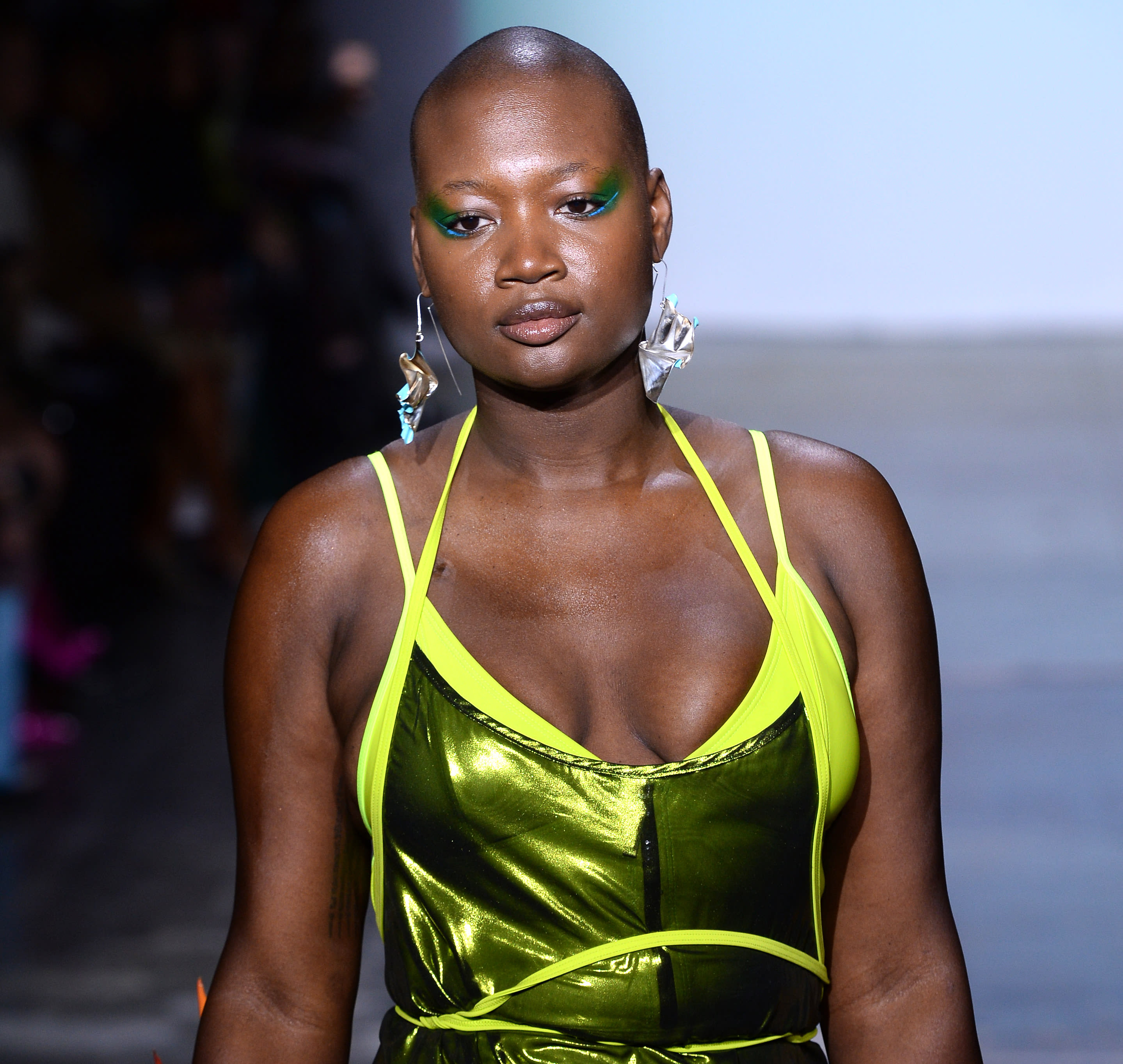
Mama Cax (2019)

Cacsmy Brutus (* 20. November 1989 in New York City; † 16. Dezember 2019 in London), bekannt unter ihrem Künstlernamen Mama Cax, war US-amerikanisch-haitianisches Model und Behindertenrechtsaktivistin. Mit ihrer rechten Beinprothese trat Cax als unkonventionelle Persönlichkeit in der gegenwärtigen Modewelt auf.

## Kindheit und Jugend
Cacsmy Brutus wuchs in Haiti auf. Im Alter von 14 Jahren wurden bei ihr ein bösartiger Knochentumor sowie Lungenkrebs festgestellt. Die Ärzte gaben ihr noch drei Wochen zu leben. Zwei Jahre später scheiterte eine Hüftimplantation, woraufhin ihr rechtes Bein amputiert werden musste. Später sagte Cax, dass sie ihre Beinprothese mehrere Jahre lang versteckte und sie erst im Laufe dieser Zeit ihr Selbstbewusstsein zurückgewann. Mit 18 Jahren begann sie, Rollstuhlbasketball zu spielen.
Cax erwarb 2013 einen Bachelor-Abschluss am City College of New York in Internationale Beziehungen.

## Karriere als Model
Am 15. September 2016 wurde Cax ins Weiße Haus zur Teilnahme an einer von Barack und Michelle Obama veranstalteten Modenschau eingeladen. Cax stand vor dem Abschluss ihres Studiums und arbeitete parallel im Büro des Bürgermeisters von New York. 2017 erschien Cax erstmals in einer Werbeanzeige und schloss bald darauf einen Vertrag mit der Modelagentur JAG Models in New York. Auftritte hatte sie unter anderem für Shows bei Chromat und Fenty Beauty von Rihanna. Später erschien sie in Werbekampagnen für Tommy Hilfiger und Sephora.
Cax trat am 8. Februar 2019 auf der New York Fashion Week mit einem von Becca McCharen gestalteten Schwimmanzug auf, der die „Standards der Schönheit“ verändern wollte. Im selben Jahr schmückte sie zusammen mit Jillian Mercado und Chelsea Werner das Cover von Teen Vogue. 2019 stellte Cax das Gesicht für die Werbekampagne für Sonnencreme der Marke Olay. Im Oktober dieses Jahres kündigte sie an, mit dem Rollstuhl am New-York-City-Marathon teilzunehmen.

## Tod
Während eines Aufenthalts in England im Dezember 2019 wurde Cax wegen starker Unterleibsschmerzen und mehrerer Blutgerinnsel in der Lunge in das Royal London Hospital eingeliefert. Sie starb am 16. Dezember 2019 im Alter von 30 Jahren.

## Ehrung
- Am 8. Februar 2023 widmete ihr Google ein farbenfrohes Google Doodle.[4]